# Grbovi dalmatinskog komunalnog plemstva – N, Nj
Za grbove dalmatinskog komunalnog plemstva ne vrijede zakoni heraldike zbog posebnih uvjeta nastanka i vlasnika istih. Grbovi dalmatinskog komunalnog plemstva pripadaju krugu talijanskog komunalnog plemstva gdje je tradicija opisivanja s gledišta promatrača.
Grbovi s početnim slovom  N i Nj

## Grbovi
| Grb | Kuća i opis grba |
| --- | --- |
|     | Nakić Vojnović (Zadar) Titula: - (HR) Na plavom polju zlatni lav drži srebreni polumjesec. [1/41, 2/31] - (HR) Vodoravna podjela. Gore na plavom polju srebrena tvrđava s dvije kule stoji na zelenom otoku, dolje na crvenom polju zeleni vijenac sa srebrenom trakom. [3]                                                                                    |
|     | Nassi, (de Nassis, Našići) (Zadar) (HR) Na zlatnom polju četiri kose plave grede |
|     | Natali, Nadali (Dubrovnik) Titula: (HR) Na srebrenom polju lijevo kosa crvena greda, iznad grede zlatni ljiljan, ispod grede tri osmero krake zlatne zvijezde 1,2. [1/11, 2/16] |
|     | Neorić (Muć) Titula: (HR) Na srebrenom polju crveni lav, preko svega lijevo kosa zlatna greda, duž grede tri crvena polumjeseca. [2/76, 4/137] |
|     | Niger (Split) Titula: - (HR) Na plavom polju srebrena ruka u crvenom rukavu, koja izlazi s desna, drži zelenu dršku s dva zelena lista, na drški je srebreni cvijet (ruža). [2/16] - (HR) Na plavom polju srebrena ruka u srebrenom rukavu, koja izlazi s desna, drži zeleno deblo odrezanih grana s korijenom, iznad debla je zlatni cvijet (ruža). [1/41, 5] |
|     | Nonković (Opuzen) Titula: (HR) Okomita podjela. Lijevo polje srebreno, desno polje crveno, preko svega crni orao okrunjen zlatnom krunom. Ispod orla, na srebrenom polju srebreni polumjesec okrenut u desno, na crvenom polju zlatno sunce. [1/42] |
|     | Nutrizzio, Babić (Trogir) Titula: Conte veneto, austrijska potvrda plemstva - (HR) Na plavom polju tri ležeća zlatna polumjeseca sa šestero krakom zlatnom zvijezdom iznad svakog polumjeseca 1, 1, 1. [1/11] - (HR) Na zlatnom polju tri ležeća polumjeseca 1, 1, 1. Gore crni polumjesec, sredina crveni polumjesec, dolje zeleni polumjesec. [4/128]        |
|     | Nutrizzio Grisogono (Trogir) Titula: (HR) Okomita podjela. Lijevo na plavom polju tri ležeća zlatna polumjeseca sa šestero krakom zlatnom zvijezdom iznad svakog polumjeseca 1, 1, 1, desno na crvenom polju zlatni lav drži srebrenu sablju. [1/65] |
|     | Nutrizzio Guidotti (Trogir) Titula: (HR) Okomita podjela. Lijevo na plavom polju tri ležeća zlatna polumjeseca sa šestero krakom zlatnom zvijezdom iznad svakog polumjeseca 1, 1, 1, desno na srebrenom polju crni orao okrunjen zlatnom krunom. [1/65] |